# Comuna Volea-Branețka, Sambir
Volea-Branețka (în ucraineană Воля-Бранецька) este o comună în raionul Sambir, regiunea Liov, Ucraina, formată din satele Baranivți, Beresteanî, Kopan, Krasnîțea, Mali Baranivți, Mijhaiți, Volea-Branețka (reședința) și Volîțea.

## Demografie
Componența lingvistică a comunei Volea-Branețka
     Ucraineană (99,77%)
     Alte limbi (0,16%)
Conform recensământului din 2001, majoritatea populației comunei Volea-Branețka era vorbitoare de ucraineană (99,77%), existând în minoritate și vorbitori de alte limbi.